# Hall Nunatak
Hall Nunatak är en nunatak i Antarktis. Den ligger i Västantarktis. Chile gör anspråk på området. Toppen på Hall Nunatak är 2 208 meter över havet.
Terrängen runt Hall Nunatak är kuperad norrut, men söderut är den platt. Trakten är obefolkad. Det finns inga samhällen i närheten.